# Rio di Pusteria
Rio di Pusteria es una localidad y comune italiana de la provincia de Bolzano, región de Trentino-Alto Adigio, con 2.737 habitantes.

## Evolución demográfica
| Gráfica de evolución demográfica de Rio di Pusteria entre 1861 y 2001 |
|                                                                       |
| Fuente ISTAT - elaboración gráfica de Wikipedia                       |